# Anny Ondra
Anny Ondra (Anna Sophie Ondráková, 15 de maig de 1902- 28 de febrer de 1987) fou una actriu de cinema txeca. Pionera del cine mut al seu país, va treballar també en pel·lícules austríaques, alemanyes i franceses. La seva carrera i la del cineasta Karel Lamač van estar molt lligades. Va ser la primera "rossa de Hitchcock", però els seus prometedors inicis al cinema anglosaxó van quedar truncats per l'arribada del sonor. Va treballar sobretot en el gènere còmic. Tant a l'era del mut com a la del sonor va ser una autèntica estrella del cinema europeu. Es va casar amb el destacat boxejador alemany Max Schmeling, amb qui va formar una parella extremadament popular. Des d'aleshores visqué a Alemanya, principalment a Hollenstedt, prop d'Hamburg.

## Biografia
Filla de Bohumír Ondrak i d'Anna Ondraková, va néixer a Tarnów, ciutat de Galítsia que aleshores formava part de l'Imperi Austrohongarès i avui pertany a Polònia. Com que el seu pare era un oficial txec de l'exèrcit imperial i reial, va passar la infantesa seguint-ne les destinacions: a la mateixa Tarnów, a Pula (Croàcia) i a Terezín (Txèquia), entre d'altres. Després de la Primera Guerra Mundial es van instal·lar a Praga, capital de la nova república de Txecoslovàquia. Tenia dos germans, Tomáš i Jindřich (Enric). Era una nena molt moguda, que cridava l'atenció, i va desenvolupar un caràcter extravertit i espontani. Li agradava molt assistir a representacions teatrals per a infants i, un cop a casa, escenificar-les amb nines o, més endavant, amb amigues. A Praga va estudiar en una escola de monges i aviat va començar a assistir a classes de ballet i teatre. Més tard va actuar al teatre Švandovo de Praga. Als setze anys hi havia interpretat papers importants, com el de Hanička a  Lucerna  (La llanterna) d'Alois Jirásek, una obra molt popular a Txecoslovàquia. També va destacar en el paper de Kadidji a  La Caixa de Pandora , 2n episodi de la  Lulu  de Frank Wedekind. La família, però, preveia per a ella una carrera a l'administració.

### Karel Lamač i elslapstick
El 1919, els directors Jan Stanislav Kolár i Přemysl Pražský la van contractar per a la seva pel·lícula La Dama del Peu Petit. Conscient de l'oposició que trobaria a casa, Anna hi va participar d'amagat de la família. Arran de l'estrena, el seu pare se n'assabentà pels diaris. Van tenir una forta discussió i Anna es va guanyar una allisada.
Malgrat l'oposició familiar, Anna estava decidida a seguir actuant. El 1920 l'actor, productor i director Karel Lamač li va oferir el paper femení de la seva nova pel·lícula Gilly poprvé v Praze  (Gilly arriba a Praga), un curt que havia de ser el primer d'una sèrie còmica protagonitzada per Gilly, un noi de pagès que s'instal·lava a la capital. La sèrie no va tenir continuïtat, però a partir d'aquest moment Anna començà a treballar al cinema: el mateix any va treballar en cinc pel·lícules més a Praga i va rebre la seva primera oferta per treballar a Viena. Va deixar el teatre, cedint el seu paper a La Caixa de Pandora a la debutant Olga Scheinpflugová, que esdevindria una de les grans dames del teatre txec. Lamač veia grans oportunitats en el gènere còmic que feia furor, conegut com a slapstick a Amèrica i grotesk al món germànic, i Anna resultava ideal pel seu caràcter, les seves habilitats còmiques i una agilitat física notable en una actriu. Aviat es van associar, treballant plegats als films on Lamač participava com a director, actor o ambdues coses. El 1921 van formar la seva pròpia companyia, KALOS (Karel-Anny-Lamač-Ondra-Společnost) que va produir tres films. D'altra banda, van esdevenir parella sentimental, situació que van mantenir fins al 1930

### Salt a l'estranger
Degut a la manca d'infrastructures, moltes pel·lícules txecoslovaques es filmaven als estudis Am Zoo de Berlín. Allà Anna conegué el comte Alexandr Joseph Kolowrat-Krakowský, un dels més importants productors del cinema austríac de l'època i descobridor de talents com Marlene Dietrich. D'altra banda, ella i Lamač van actuar a Praga amb Sidney M. Goldin, director americà d'origen ucraïnès que després treballà a Viena. Aquests contactes obriren a Anna la porta del cinema austríac. El 1921 fou contractada, a instàncies de Kolowrat, pel popular duo Cocl & Seff, els equivalents germànics de Stan Laurel i Oliver Hardy, com a actriu femenina de la seva comèdia Cocl und Seff im Tingl-Tangl (Cocl i Seff al cabaret). Hi filmà quatre pel·lícules més, dues de les quals amb Lamač i sota direcció de Sidney M. Goldin.
De tornada a Praga, però, es va trobar amb una situació de crisi al cinema txecoslovac. Malgrat la fama adquirida a Viena i l'aura d'haver esdevingut la seva actriu més internacional, la majoria de papers que obtingué eren secundaris i per sota del seu talent còmic, excepte a les pel·lícules dirigides per Lamač i dues participacions en les aleshores molt populars “comèdies d'Anton”, dirigides per Karl Anton: Tu ten kámen (Vet aquí la pedra) i Únos bankéře Fuxe (El segrest del banquer Fuchs).
Ondraková va reorientar la seva carrera cap a l'estranger, on tenia més possibilitats. El 1926 va tornar a Viena, on treballà a les ordres de Karel Lamač i en tres produccions austríaques. Entre aquestes cal esmentar Die Pratermizzi, realitzada amb una forta implicació d'Alexandr Kolowrat, on l'actriu desenvolupà el caràcter més complex fins al moment. L'any següent va protagonitzar la coproducció Evas Töchter, rodada principalment a Berlín i va rebre una oferta per treballar a la Gran Bretanya.
A Anglaterra protagonitzà God's Clay (1928) i Eileen of the Trees (1929) de Graham Gutts, en els seus primers papers clarament dramàtics. El seu treball cridà l'atenció d'Alfred Hitchcock, que li donà el paper principal a les seves dues darreres pel·lícules mudes: The Manxman i Blackmail. Durant la realització d'aquesta darrera, però, la productora British International Pictures (BIP) decidí implantar la tecnologia sonora. Mentre el film s'estrenava -amb èxit- en versió muda, es tornaren a rodar les escenes que exigien diàleg. Però la producció no s'atreví a utilitzar la veu amb accent estranger d'Anny Ondra en el personatge d'una noia de barri londinenca. Així que l'actriu fou doblada per l'anglesa Joan Barry, solució d'altra banda també incoherent, ja que l'anglès de classe alta de Barry tampoc casava amb el personatge. A més, el resultat comercial de la versió sonora fou clarament inferior al de la muda, ja que la majoria de sales no estaven adaptades. Tot i que aquest entrebanc impedí que Ondraková prosseguís una carrera en el cinema anglosaxó, Anny Ondra s'adaptà perfectament al nou mitjà sonor.

### Alemanya

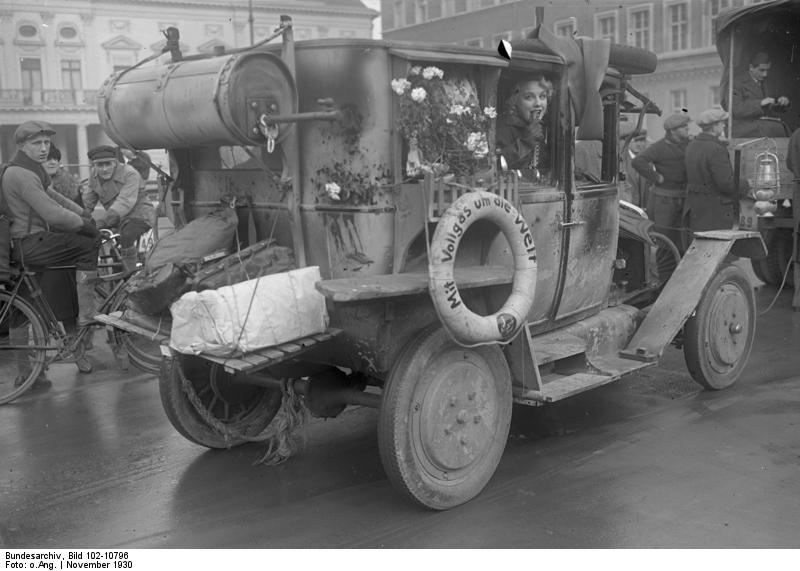
Anny Ondra en una acció publicitària a Berlín el 1930

Durant els anys 1928 i 29 Ondraková alternà el treball a Londres, en papers dramàtics, i a Berlín en col·laboració amb Lamač, en el terreny de la comèdia que conreaven habitualment. En un moment en què dubtava quin dels dos camins seguir, l'incident de Blackmail l'ajudà a decidir-se pel segon. L'any 1930 ella, Lamač, el guionista Vaclav Wasserman i el cameraman Otto Heller van fundar a Berlín la companyia productora Ondra-Lamač Film, que esdevindria principalment un vehicle per a la carrera d'Anny Ondra: la companyia va produir 40 films entre 1930 i 1936, 27 dels quals protagonitzats per ella. Com que els temps havien canviat, l'estil de comèdia de la nova productora evolucionà del slapstick cap a comèdies més romàntiques i sentimentals, amb freqüents números de ball o musicals on Ondra pogué aprofitar també les seves aptituds de ballarina i cantant. Un bon nombre de films es filmaren en versió alemanya i francesa, amb el repartiment encapçalat per Anny Ondra però fent parella amb actors diferents, del país al qual es destinava la versió. Aquesta fou l'època més estelar de l'actriu, sobre tot a Centre-Europa, però també a la resta del continent, als Estats Units i a Sud-amèrica.

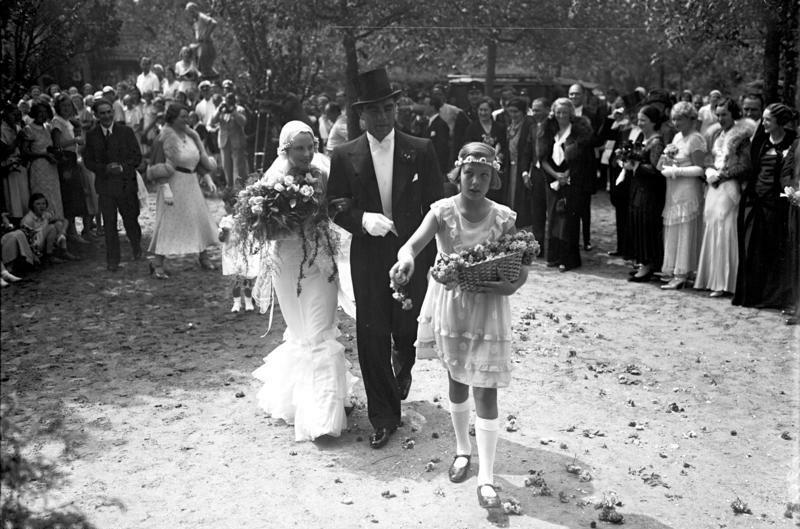
Casament d'Anny Ondra i Max Schmeling

La primera pel·lícula d'Ondra-Lamač Film, Die von Rummelplatz (1930) tingué una altra conseqüència per a l'actriu. El campió de boxa alemany Max Schmeling la va veure en aquesta comèdia i va aconseguir que l'actriu russa Olga Txekhova (que coneixia Anny de l'època anglesa) els presentés. Schmeling la va conquistar i el 6 de juliol de 1933 es van casar. El matrimoni va durar fins a la mort d'ella, però no van tenir fills: el 1936, Anna va patir un avortament involuntari arran d'un accident de cotxe, que va impedir que pogués tornar a quedar embarassada. La parella va resultar molt mediàtica: ella era una veritable estrella del cinema europeu i ell havia estat campió del món de pesos pesants entre 1930 i 1932 i era un dels esportistes alemanys més populars. El 1935 van actuar plegats a la pel·lícula Knock-out.
D'altra banda, el casament d'Anny Ondra no fou obstacle perquè seguís treballant amb Karel Lamač, ni perquè mantinguessin una forta amistat fins a la mort prematura de Lamač l'any 1952 a Hamburg on, malalt, s'havia desplaçat per estar a prop d'ella.

### Relació amb el nazisme
La celebritat de la parella feu que el règim nazi mirés d'utilitzar-los amb fins propagandístics. Això fou especialment cert per a Max Schmeling que, com a esportista i campió del món, encarnava el mite de superioritat racial. A més era amic previ de la famíliaGoebbels. No eren simpatitzants del règim, però mantingueren una actitud ambigua, ja que, per les seves carreres, necessitaven el suport de les autoritats. Malgrat tot, tingueren tensions amb el règim. Schmeling fou ambaixador per promoure les Olimpíades de Berlín del 1936, però només acceptà a canvi de garanties que els atletes "no aris" serien tractats de forma no discriminatòria. Tan ell com Anna foren repetidament amonestats per no acatar les lleis racials, ja que mantingueren la relació amb els seus nombrosos amics jueus i Schmeling es va negar a deixar el seu manager Joe Jacobs, també jueu. D'altra banda, durant la Nit dels vidres trencats van amagar dos nens jueus i els ajudaren a sortir del país. Schmeling també es va enfrontar als nazis combatent el 1934 contra l'estatunidenc Max Baer, d'ascendència jueva, i en dues ocasions amb l'afroamericà Joe Louis que no només era considerat de “raça inferior” sinó encara pitjor, pel fet de ser mestís. Les autoritats ho desaprovaven, ja que veien humiliant que Schmeling es rebaixés a posar en risc el seu títol contra aquests rivals, però finalment ho acceptaren per utilitzar les victòries de l'alemany com a mostra de la superioritat ària. Malauradament per a Schmeling, perdé per KO contra Bauer i, si bé vencé a Louis el 1936, en la revanxa del 1938 fou derrotat. La parella caigué en desgràcia i, com a represàlia, Schmeling fou mobilitzat durant la Segona Guerra Mundial malgrat haver superat l'edat, i participà com a paracaigudista a la invasió de Creta el 1941 i hi emmalaltí de disenteria. El règim va utilitzar-lo de nou com a propaganda, fent-lo voltar pels camps de presoners explicant els seus combats amb Louis. Li van concedir distincions militars que ell va rebutjar. D'altra banda, Schmeling i Louis es van fer amics i amb el temps l'alemany ajudaria econòmicament el seu exoponent
Pel que fa a Anny Ondra, la seva productora Ondra-Lamač Films treballava habitualment amb socis jueus. Davant l'ascens del nazisme es van plantejar portar-la als Estats Units, tot i que finalment van optar per liquidar-la el 1936. Karel Lamač va emigrar a Holanda, però Anny i el seu marit van romandre a Alemanya. A partir d'aquest moment, Ondraková encara rodà quatre pel·lícules, la darrera de les quals, Himmel, wir erben ein Schloß (Cel, heretem un castell, 1943) fou filmada a la Txecoslovàquia ocupada.

### La postguerra
Després de la guerra, a causa de les seves relacions amb la jerarquia nazi, Schmeling i Ondra foren acusats de participar activament en la difusió del nazisme. Després de tres mesos de detenció, les autoritats britàniques els alliberaren i els imposaren una multa de 10.000 marcs. Amb això, Anny es retirà del cinema. Max, amb 40 anys complerts, tornà un temps al ring. Amb els diners guanyats compraren una casa de camp a Hollenstedt on es dedicaren a criar aviram i visons. Més endavant, mercès a les relacions trenades als Estats Units a l'època dels combats amb Louis, Schmeling esdevindria representant de Coca-cola per al nord d'Alemanya.
Any Ondra encara va fer dues aparicions al cinema: el 1951 a la comèdia musical Schön muss man sein, en el segon paper femení, i el 1957 fent un cameo junt amb Max Schmeling a la comèdia romàntica Die Zürcher Verlobung

### Mort
Anny Ondra va morir el 28 de febrer de 1987, a l'edat de 84 anys, d'un vessament cerebral i és enterrada al cementiri de Sant Andreas, a Hollenstedt. El seu marit,que li sobrevisqué fins al 2005, va ser enterrat al seu costat.

## Anny Ondra com a actriu
Part del seu èxit es devia a la seva bellesa – figura flexible i juvenil, ulls vius amb llargues pestanyes, llavis en forma de cor, rínxols daurats, i unes cames amb la fama de ser les úniques que podien competir amb les de Marlene Dietrich – al seu somriure enigmàtic, i la seva expressió tan aviat ingènua i infantil, com tendre o entremaliada. També va demostrar el seu talent interpretatiu en papers dramàtics i amb profunditat psicològica. Però la seva qualitat més notable era un sentit humorístic especial, un temperament naturalment inclinat a la broma i una gran intuïció per dosificar a la perfecció l'efecte còmic.
Malgrat l'incident del doblatge de Blackmail, va adaptar-se sense problemes al cinema sonor i a actuar en alemany i en francés. El canvi tecnològic la va agafar de sobte i possiblement, amb una mica de temps i amb suport adequat, hagués pogut fer-ho també en anglès. De fet, hagués pogut reprendre la seva carrera en el cinema de llengua anglesa, ja que va tenir una oferta de la Metro Goldwin Mayer que va declinar: aleshores ja estava casada amb Schmeling, la carrera d'ell tenia moltes més possibilitats a Alemanya i la seva pròpia hi estava també consolidada.
El sonor li va permetre explotar els seus dots per al musical. A l'època muda ja havia fet papers relacionats amb el music-hall, on protagonitzava números de ball (com a Cocl un Seff im Tingl-Tangl o a Seine Hoheit, der Eintänzer). En l'època sonora va reprendre la temàtica en nombrosos films, d'altres estaven basats en operetes. En ells a més de ballar va cantar –en alemany i en francès- i va gravar discos amb les cançons.
Anny Ondra també destacà per la seva preparació física. A més de poder fer ella mateixa escenes on havia de muntar a cavall o patinar sobre gel, era capaç d'executar caigudes aparatoses o rutines acrobàtiques, qualitat relativament freqüent en actors còmics del cine mut, però excepcional en una actriu. Per aquest motiu se la comparà sovint amb Buster Keaton.
Que una actriu txeca assolís l'estrellat internacional és una excepció, deguda tant a la seva col·laboració amb Karl Lamač, amb qui rodà més de la meitat dels seus films, com al seu propi caràcter emprenedor i la visió per orientar la seva carrera. Quan a final dels anys 1920 decidí marxar de Txecoslovàquia i centrar-se en el cinema germanoparlant, als mitjans públics de seu país hi va haver un debat, preguntant-se si es podien permetre perdre-la o si, al contrari, faria funció d'ambaixadora del cinema txec.

### Personatges

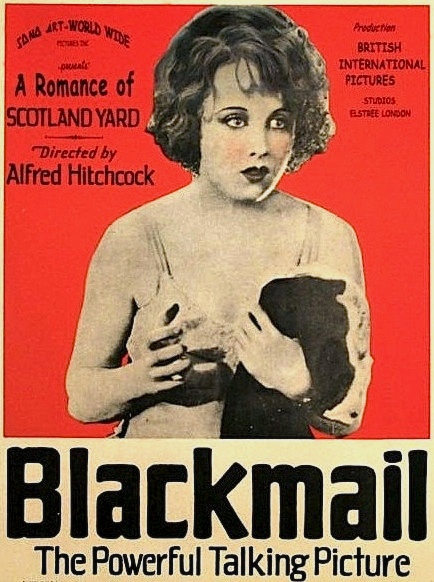
Anny Ondra fou la primera rossa hitchcockiana

A l'inici de la seva carrera li donaren personatges de “dona-nena”, similars als de Lucy Doraine, Mary Pickford (a l'època de Praga i Viena la premsa l'anomenà sovint “la Pickford txeca”) o Ossi Oswalda, generalment amb un fort component humorístic i fins grotesc dins el gènere de la comèdia de clatellades. Ràpidament adoptà també papers de dona jove emancipada, seguint el corrent d'entreguerres, però -a diferència de les flappers populars als anys ’20- sense renunciar al sex-appeal.
Ja a Viena, amb Die Pratermizzi (1926), però sobre tot als seus quatre films anglesos (1929-1930) interpretà papers dramàtics. En aquests darrers, els seus personatges foren moralment ambigus, de dones ingènues o irreflexives que acaben en situacions tràgiques i amb una forta càrrega de culpabilitat. Aquest és el cas dels dos films rodats sota la direcció d'Alfred Hitchcock, on esdevé la primera rossa hitchcockiana. Però a diferència de les seves successores, que sovint van ser descrites com “reines de gel”, dones fetes, amb un fort atractiu sensual però soterrat per un elegant autocontrol, el personatge d'Anny Ondra és molt més “nena”, una jove irreflexiva que no domina el seu atractiu, encisadora però alhora inquietant per la seva ambiguïtat moral i els efectes devastadors del seu poder inconscient – i això malgrat que a The Manxman era un any més gran que Grace Kelly a La Finestra Indiscreta.
A partir de 1930 i de la fundació d'Ondra-Lamač Films, l'estil de les seves comèdies és més romàntic i menys eixelebrat que a l'època muda. Hi segueix interpretant, però, dones joves, encisadores, alegres i espontànies però també emancipades i amb personalitat. Si fins al moment havia representat sempre dones joves, objecte del desig dels seus partenaires masculins, als dos films de la dècada de 1940, Der Gasmann (1941) i Himmel, wir erben ein Schloß (1943), sense deixar la comèdia, interpreta personatges més reposats, mares de família. Finalment, al seu darrer film, Schön muß man sein (1951), adopta el paper autoparòdic i ridícul d'una diva del musical a la qual ja ha passat l'època, que competeix sense èxit amb una actriu més jove.

### Pseudònims
Al llarg de la seva carrera, Anna Ondraková va actuar sota diversos pseudònims. En alguns dels primers films txecoslovacs, figurà com Ossi Valdová (nom inspirat en Ossie Oswalda), sembla que a causa dels seus pares. Al cinema austríac els productors pensaven que el seu cognom resultaria difícil als espectadors, i el transformaren en diverses formes d'aspecte eslau però més d'acord amb l'imaginari del seu públic: Ondrowské, Andrakowou, Ondrowskou, Androvskaja. També el seu nom apareix canviat per Anni, Annie, Enny, Aenni... Per al film Paradís blanc (1924), ella i Lamač van idear el pseudònim més simple d'Anny Ondra, que seria el definitiu.

### Curiositats
Ens ha quedat el document filmat d'una prova de so per a la segona versió de Blackmail on Alfred Hitchcock li fa bromes picants. La reacció d'Anny Ondra mostra molt bé el seu caràcter i la seva espontaneïtat.
Malgrat la immensa popularitat de què va gaudir, a Alemanya se la recorda principalment com a esposa de Max Schmeling, i en entorns cinèfils pels papers hitchcockians.
La seva figura ha estat portada a la pantalla en films sobre Max Schmeling: el telefilm Ring of Passion (1978), on l'encarnava Britt Ekland, i el docudrama Joe and Max (2002), on la representa Peta Wilson.

## Filmografia
Basada principalment en Bock, 2009 i Nedvědová, 2004
| Any  | Títol | Direcció                        | Producció                       | Paper                       | Llengua         | Notes                                                                             |
| ---- | --- | ------------------------------- | ------------------------------- | --------------------------- | --------------- | --------------------------------------------------------------------------------- |
| 1919 | Dáma s malou nožkou (La Dama amb el Peu Petit) | Přemysl Pražský                 | Txecoslovàquia                  |                             | Muda            |                                                                                   |
| 1919 | Palimpsest | Joe Jencik                      | Txecoslovàquia                  |                             | Muda            | Amb Karel Lamač                                                                   |
| 1920 | Gilly poprvé v Praze (Gilly arriba a Praga) | Karel Lamač                     | Txecoslovàquia                  |                             | Muda            | Curt                                                                              |
| 1920 | Nikyho velebné dobrodružství (La gran aventura de Niky) | Evžen Nikolsen                  | Txecoslovàquia/Alemanya/Àustria | L'estrella del cine Eva     | Muda            | Amb el pseudònim Ossia Valdová                                                    |
| 1920 | Tam na horách (Allà, a les muntanyes) | Sidney M. Goldin                | Txecoslovàquia                  | Jarmila                     | Muda            | Amb Karel Lamač                                                                   |
| 1920 | Dráteniček | Bohumír Simek                   | Txecoslovàquia                  |                             | Muda            | Amb Bohumír Simek                                                                 |
| 1920 | Zpěv zlata (El cant de l'or) / Der Einbrecher (El lladre) | Jan S. Kolár                    | Txecoslovàquia                  | Andrea                      | Muda            | Amb Karel Lamač                                                                   |
| 1920 | Tajemství staré knihy / Das Geheimnis des alten Buches (El misteri dels llibres antics) / Setřelé písmo (Els manuscrits perduts)                                                                            | Josef Rovenský                  | Txecoslovàquia                  | Enny                        | Muda            | Segona versió de Palimpsest. Amb Karel Lamač                                      |
| 1921 | Přichozi z temnot (Venint de la foscor) - Redivivus | Jan Stanislav Kolár             | Txecoslovàquia                  | Dagmar/Alena                | Muda            | Amb Theodor Pistek i Karel Lamač                                                  |
| 1921 | Otrávené světlo (Llum enverinat) | Jan S. Kolár i Karel Lamač      | Txecoslovàquia                  | Anny Grant                  | Muda            | Amb Karel Fiala i Karel Lamač                                                     |
| 1921 | Cocl und Seff im Ting-Tangl (Cocl i Seff al cabaret) / Děvče z Tingl-Tanglu (La noia del cabaret) |                                 | Àustria                         | La noia                     | Muda            | Amb la parella còmica Rudolf Walter (Cocl) i Josef Holub (Seff)                   |
| 1922 | Führe uns nicht in Versuchung (No ens duguis a la temptació) | Sidney M. Goldin                | Àustria                         |                             | Muda            | Amb Karel Lamač                                                                   |
| 1922 | Hütet eure Töchter (Cuida’t de les teves filles) | Sidney M. Goldin                | Àustria                         |                             | Muda            | Amb Karel Lamač                                                                   |
| 1922 | Zigeunerliebe (Amor gitano) | Thomas E. Walsh                 | Àustria                         |                             | Muda            |                                                                                   |
| 1922 | Sodom und Gomorrha | Michael Curtiz (Mihaly Kertész) | Àustria                         |                             | Muda            |                                                                                   |
| 1922 | Drvoštep (El llenyataire) / Wunderkur Die des Dr. Jenkins (La curació miraculosa del Dr. Jenkins) | Karel Lamač                     | Txecoslovàquia                  | Annie Mosovsková            | Muda            |                                                                                   |
| 1923 | Tu ten kámen (Vet aquí la pedra) | Karel Anton                     | Txecoslovàquia                  | Aenny                       | Muda            |                                                                                   |
| 1923 | Muž bez srdce / Der Mann ohne Herz (L'home sense cor) | Josef Hornák, Franz W. Koebner  | Txecoslovàquia/Alemanya         | Mrs. Vandergold             | Muda            | amb Karel Lamač                                                                   |
| 1923 | Unos bankéře Fuxe (El segrest del banquer Fuchs) | Karel Anton                     | Txecoslovàquia                  | Daisy                       | Muda            |                                                                                   |
| 1924 | Bily ráj (Paradís blanc) | Karel Lamač                     | Txecoslovàquia                  | Nina                        | Muda            | amb Karel Lamač                                                                   |
| 1924 | Chytte ho! (Agafeu-lo!) / Lupic nesika (Lladre maldestre) | Karel Lamač                     | Txecoslovàquia                  | Lilly Ward                  | Muda            | Amb Karel Lamač                                                                   |
| 1924 | Hříchy v manželství (Pecats matrimonials) / Moderne Ehen (Matrimonis moderns) | Hans Otto Löwenstein            | Txecoslovàquia/Alemanya         |                             | Muda            |                                                                                   |
| 1924 | Ich liebe Dich! (T’estimo!) / Trosečníci života (Nàufrags de la vida) / Píseň lásky (Cançó d'amor) | Paul L. Stein                   | Alemanya                        | Helen Adelström             | Muda            |                                                                                   |
| 1925 | Vdavky Nanynky Kulichovy (El casament de Nanynka Kulichová) | Miroslav Josef Krnanský         | Txecoslovàquia                  | Amálka Myslíkovská          | Muda            | Sobre la novel·la d'Ignát Herrmann                                                |
| 1925 | Karel Havliček Borovský | Karel Lamač                     | Txecoslovàquia                  | Fanny Weidenhoffer          | Muda            | Amb Karel Lamač                                                                   |
| 1925 | Do panského stavu (Ascens a la noblesa) | Karel Anton                     | Txecoslovàquia                  | Pepina                      | Muda            | Sobre la novel·la de Popelka Biliánová                                            |
| 1925 | Šest musketýrú (Els sis mosqueters) | Přemysl Pražský                 | Txecoslovàquia                  | Evelina Woschatková         | Muda            |                                                                                   |
| 1925 | Lucerna (La llanterna) | Karel Lamač                     | Txecoslovàquia                  | Hanicka                     | Muda            | Amb Karel Lamač                                                                   |
| 1925 | Hraběnka z Podskalí (La Comtessa Podskali) | Karel Lamač                     | Txecoslovàquia                  | Liduska                     | Muda            |                                                                                   |
| 1926 | Trude, die Sechzehnjährige (Trude, la noia de setze anys) / Die kleine Dingsda (Coseta) / Hraběnka z Modes-Robes (La Comtessa de Modés-Robés)                                                               | Conrad Wiene                    | Alemanya                        |                             | Muda            |                                                                                   |
| 1926 | Aničko, vrat’ sel (Anna, torna!) | Theodor Pistek                  | Txecoslovàquia                  | Anička Karesová             | Muda            |                                                                                   |
| 1926 | Velbloud uchem jehly (El camell per l'ull de l'agulla) | Karel Lamač                     | Txecoslovàquia                  | Zuzka Pestová / Lili Weber  | Muda            | Amb Karel Lamač                                                                   |
| 1926 | Die Pratermizzi (Marieta del Prater) / Tanečnice s maskou (La ballarina amb màscara) / Satan in Seide (Arme Pratermizzi) (Satanàs vestit de seda (pobra Pratermizzi)) / La máscara de oro (La màscara d'or) | Gustav Ucicky                   | Àustria                         | Pratermizzi                 | Muda            | Considerat pedut fins que el 2005 se’n trobà una còpia amb la meitat del metratge |
| 1926 | Pantáta Bezoušek (El Sr. Bezoušek pare) | Karel Lamač                     | Txecoslovàquia                  | Melanka                     | Muda            |                                                                                   |
| 1926 | Seine Hoheit, der Eintänzer / Jeho Výsost, předtanečník (Sa Altesa el gigoló) / Hotel Erzherzogin Viktoria (L'Hotel de l'Arxiduquessa Victòria)                                                             | Karl Leiter                     | Àustria                         | Steffi Haidegger            | Muda            |                                                                                   |
| 1927 | Sladká Josefinka (Josefina la Dolça) | Karel Lamač                     | Txecoslovàquia                  |                             | Muda            | Amb Karel Lamač                                                                   |
| 1927 | Milenky starého kriminalníka (Les amants d'un vell criminal) | Svatopluk Innemann              | Txecoslovàquia                  | Fifi Hrazánková             | Muda            | amb Vlasta Burian                                                                 |
| 1927 | Kvet ze Sumavy (La Flor dels monts Sumava) | Karel Lamač                     | Txecoslovàquia                  | Dána                        | Muda            |                                                                                   |
| 1928 | Dcery Eviny / Evas Töchter (Les filles d'Eva) / Anny... fille d'Ève (Anny... filla d'Eva) | Karel Lamač                     | Txecoslovàquia/Alemanya/Suïssa  | Nina Laval / Anny de Lavais | Muda            |                                                                                   |
| 1928 | Chorus Girls | Karel Lamač                     | Txecoslovàquia                  |                             | Muda            |                                                                                   |
| 1928 | God's Clay (L'argila de Déu) | Graham Cutts                    | Regne Unit                      | Angela Clifford             | Muda            |                                                                                   |
| 1928 | Eileen of the Trees (Eileen dels arbres) / Glorious Youth (Gloriosa joventut) | Graham Cutts                    | Regne Unit                      | Eileen                      | Muda            |                                                                                   |
| 1928 | Der erste Küβ (El primer petó) | Karel Lamač                     | Alemanya                        | Anny Cord                   | Muda            |                                                                                   |
| 1928 | Saxophon-Susi (Susi saxòfon) | Karel Lamač                     | Alemanya                        | Anni von Aspen              | Muda            |                                                                                   |
| 1929 | The Manxman (L'home de l'Illa de Man) | Alfred Hitchcock                | Regne Unit                      | Kate Cregeen                | Muda            |                                                                                   |
| 1929 | Sündig und süß (Pecaminosa i dolça) | Karel Lamač                     | Alemanya                        | Musette                     | Muda            |                                                                                   |
| 1929 | Blackmail (Xantatge) | Alfred Hitchcock                | Regne unit                      | Alice White                 | Muda / Anglès   | Versió sonora, doblada per Joan Barry                                             |
| 1929 | Das Mädel mit der Peitsche (La noia del fuet) | Karel Lamač                     | Alemanya                        | Anny Nebenkrug              | Muda            |                                                                                   |
| 1929 | Die Kaviarprinzessin (La princesa del caviar) / The Virgin of Paris | Karel Lamač                     | Alemanya                        | Annemarie                   | Muda            |                                                                                   |
| 1930 | Das Mädel aus U.S.A. (La noia dels U.S.A.) | Karel Lamač                     | Alemanya                        | Annemarie                   | Alemany         |                                                                                   |
| 1930 | Die vom Rummelplatz / Fairground People (Gent de la fira) | Karel Lamač                     | Alemanya                        | Anny Flock                  | Alemany         | Primera producció d'Ondra-Lamač Film                                              |
| 1930 | Die große Sehnsucht (El gran anhel) | Stefan Szekely                  | Alemanya                        | Anny Ondra                  | Alemany         |                                                                                   |
| 1930 | Eine Freundin, so goldig wie Du (Una amiga tan encisadora com tu) | Karel Lamač                     | Alemanya                        | Anny                        | Alemany         | Ondra-Lamac-Film                                                                  |
| 1931 | On a jeho sestra / Er und seine Schwester (Ell i la seva germana) | Karel Lamač                     | Txecoslovàquia/Alemanya         | Anny Brabcová/Anny Spatz    | Txec/Alemany    | Musical, amb Vlasta Burian                                                        |
| 1931 | Die Fledermaus (El rat penat) | Karel Lamač                     | Alemanya/França                 | Adele                       | Alemany         | Ondra-Lamac-Film; amb Iván Petrovich i Georg Alexander                            |
| 1932 | Mamsell Nitouche / Mam’zelle Nitouche | Karel Lamač                     | Alemanya/França                 | Mamsell Nitouche            | Alemany/Francès | Ondra-Lamac-Film; amb Georg Alexander                                             |
| 1932 | Eine Nacht im Paradies (Una nit al paradís) | Karel Lamač                     | Alemanya                        | Monika Böhnicke             | Alemany         | Ondra-Lamac-Film; amb Hermann Thimig                                              |
| 1932 | La chauve-souris (El rat penat) | Karel Lamač                     | Alemanya/França                 | Arlette                     | Francès         | Versió francesa de Die Fledermaus amb Iván Petrovich                              |
| 1932 | Une nuit au paradis (Una nit al paradís) | Karel Lamač                     | Alemanya                        | Monique Béchue              | Francès         | Ondra-Lamac-Film; versió francesa                                                 |
| 1932 | Faut-il les marier? (Cal casar-los?) | Pierre Billon, Karel Lamač      | Alemanya/ França                | Anny                        | Francès/alemany | amb Jean-Pierre Aumont                                                            |
| 1932 | Die grausame Freundin (L'amiga cruel) | Karel Lamač                     |                                 | Welgunda                    | Alemany         | Ondra-Lamac-Film;                                                                 |
| 1932 | Kantor ideál (El professor ideal) | Martin Frič                     | Txecoslovàquia                  | Vera Matysová               | Txec            | amb Karel Lamač                                                                   |
| 1932 | Kiki, Der Lebensweg einer kleinen Choristin (Kiki, la vida d'una petita corista) | Karel Lamač                     | Alemanya/França                 | Kiki                        | Alemany         | Ondra-Lamac-Film; amb Hermann Thimig                                              |
| 1932 | Kiki | Karel Lamač                     | Alemanya/França                 | Kiki                        | Francès         | Ondra-Lamac-Film; amb Pierre Richard-Willm                                        |
| 1932 | Baby | Karel Lamač                     | Alemanya/França                 | Baby                        | Alemany         | Ondra-Lamac-Film; amb Anton Walbrook                                              |
| 1932 | Baby | Karel Lamač                     | Alemanya/França                 | Baby                        | Francès         | Ondra-Lamac-Film; amb Pierre Richard-Willm                                        |
| 1933 | Die Tochter des Regiments (La filla del regiment) | Karel Lamač                     | Alemanya/França                 | Mary Dreizehn               | Alemany         | Ondra-Lamac-Film                                                                  |
| 1933 | La fille du régiment (La filla del regiment) | Karel Lamač                     | Alemanya/França                 | Mary                        | Francès         | Ondra-Lamac-Film; amb Pierre Richard-Willm                                        |
| 1933 | Fräulein Hoffmanns Erzählungen (Els contes de la senyoreta Hoffmann) | Karel Lamač                     | Alemanya                        | Anita Limann                | Alemany         | Ondra-Lamac-Film; amb Mathias Wieman                                              |
| 1933 | Vorspeisen gefällig? (Us ve de gust un aperitiu?) | Franz W. Koebner                | Alemanya                        |                             | Alemany         | Curt; amb el seu marit Max Schmeling                                              |
| 1933 | Das verliebte Hotel (L'hotel de l'amor) / Atlantic Hotel | Karel Lamač                     | Alemanya                        | Hanne Boll                  | Alemany         | Ondra-Lamac-Film; amb Mathias Wieman                                              |
| 1934 | Die vertauschte Braut (La núvia intercanviada) | Karel Lamač                     | Alemanya                        | Virginia Vanderloo / Colly  | Alemany         | Ondra-Lamac-Film; amb Anton Walbrook                                              |
| 1934 | L'amour en cage (L'amor engabiat) | Karel Lamač                     | Alemanya/França                 | La baronne de Rèze / Anny   | Francès/alemany | Ondra-Lamac-Film;                                                                 |
| 1934 | Klein Dorrit (La petita Dorrit) | Karel Lamač                     | Alemanya                        | Amy Dorrit                  | Alemany         | Ondra-Lamac-Film; amb Mathias Wieman                                              |
| 1934 | Polenblut (Sang polonesa) | Karel Lamač                     | Alemanya/Àustria/Txecoslovàquia | Helena Zaremba              | Alemany         | Ondra-Lamac-Film; amb Hans Moser i Iván Petrovich                                 |
| 1934 | Polská krev (Sang polonesa) | Karel Lamač                     | Alemanya/Àustria/Txecoslovàquia | Helena Zarembová            | Txec            | Ondra-Lamac-Film; amb Theodor Pistek i Stefan Hoza                                |
| 1935 | Knockout - Ein junges Mädchen, ein junger Mann (Knockout – Una noia, un noi) | Karel Lamač                     | Alemanya                        | Marianne Plümke             | Alemany         | Ondra-Lamac-Film; amb el seu marit Max Schmeling                                  |
| 1935 | Großreinemachen (Fent dissabte) | Karel Lamač                     | Alemanya                        | Bessie                      | Alemany         | Ondra-Lamac-Film; amb Wolf Albach-Retty                                           |
| 1935 | Der junge Graf (El jove comte) | Karel Lamač                     | Alemanya/Txecoslovàquia         | Billy                       | Alemany/txec    | Ondra-Lamac-Film; amb Hans Söhnker                                                |
| 1936 | Donogoo Tonka, die geheimnisvolle Stadt (Donogoo Tonka, la ciutat misteriosa) | Reinhold Schünzel               | Alemanya                        | Josette                     | Alemany         |                                                                                   |
| 1936 | Flitterwochen (Lluna de mel) | Karel Lamač                     | Alemanya                        | Ingeborg                    | Alemany         | Ondra-Lamac-Film; amb Hans Söhnker                                                |
| 1937 | Ein Mädel vom Ballett (Una noia del ballet) | Karel Lamač                     | Alemanya                        | Henriette Lange             | Alemany         | Ondra-Lamac-Film                                                                  |
| 1937 | Vor Liebe wird gewarnt (S'adverteix de risc d'amor) | Karel Lamač                     | Alemanya                        | Anny Palme                  | Alemany         | Ondra-Lamac-Film                                                                  |
| 1937 | Der Scheidungsgrund (Causa de divorci) | Karel Lamač                     | Alemanya-Txecoslovàquia         | Anny                        | Alemany         | Ondra-Lamac-Film; amb Jack Trevor i Robert Dorsay                                 |
| 1937 | Důvod k rozvodu (Causa de divorci) | Karel Lamač                     | Alemanya-Txecoslovàquia         | Anny Plavcova               | Txec            | Darrera producció d'Ondra-Lamač Film. Amb Oldrich Nový, Adina Mandlová            |
| 1937 | Der Unwiderstehliche (L'irresistible) | Géza von Bolváry                | Alemanya                        | Claudette Renier            | Alemany         | amb Hans Söhnker                                                                  |
| 1938 | Es leuchten die Sterne (Les estrelles brillen) | Hans H. Zerlett                 | Alemanya                        | Aparició com ella mateixa   | Alemany         | Musical                                                                           |
| 1938 | Narren im Schnee (Folls a la neu) | Hans Deppe                      | Alemanya                        | Dorothee Heinemann          | Alemany         |                                                                                   |
| 1941 | Der Gasmann (L'home del gas) | Carl Froelich                   | Alemanya                        | Erika Knittel               | Alemany         | amb Heinz Rühmann                                                                 |
| 1943 | Himmel, wir erben ein Schloß (Cel, heretem un castell) | Peter Paul Brauer               | Alemanya                        |                             | Alemany         |                                                                                   |
| 1951 | Schön muß man sein (Has de ser bonica) | Ákos Ráthonyi                   | Alemanya                        | Rode de Lila                | Alemany         | amb Sonja Ziemann                                                                 |
| 1957 | Die Zürcher Verlobung (El prometatge de Zuric) | Helmut Käutner                  | Alemanya                        | Anny Ondra                  | Alemany         | Cameo. Amb Liselotte Pulver                                                       |

## Premis
- Va rebre el premi honorari Deutscher Filmpreis el 1970.